# 2022 개정 교육과정
2022 개정 교육과정은 대한민국 교육부가 고시한 7차 교육과정을 개정한 교육과정이다. 2022년에 총론이 고시되고, 초등 교육과정은 2024년, 중등 교육과정(고등 포함)은 2025년부터 단계적으로 적용된다.

## 개정 방향
2022 개정 교육과정의 개정 방향의 골자는 고교학점제 도입이다. 2015 개정 교육과정까지는 학생이 진로에 맞게 과목을 선택할 수 있도록 하였지만, 정작 일선 고등학교들에서는 대학 전공에 맞추어 인문계와 자연계로 나눈 계열마다 이수할 과목을 지정하여 두거나, 모든 선택과목을 이수하게 하거나, 일부 선택과목에서만 학생들이 선택할 수 있게 제시하는 등 실질적으로 학생들의 선택이 제한되었다는 비판을 샀다. 고교학점제는 고등학교에서 학생의 수요에 따라 과목을 개설함으로써 학생들의 자율적인 선택권을 보장하고, 석차등급제 대신 과정 중심 평가를 거쳐 학생이 성취기준에 도달하였는지를 확인함으로써 학생의 평가와 졸업을 결정하는 제도이다. 학생들은 자신이 직접 선택한 수업을 듣기에 집중도가 높아지고, 시간표를 스스로 설계하고 주도적으로 학습하는 과정에서 자기 탐색과 이해 역량, 진로 역량을 키우며, 교사들은 지식 전달자이기 앞서 상담자로서 학생들의 과목 선택과 진로 탐색을 지원하고, 학교 조직 안팎의 사람들과 협력하고 소통하면서 학교의 변화를 가져오게 된다.
2018년 8월 17일, 교육부에서는 2022학년도 대학입학제도 개편방안 및 고교교육 혁신방향을 발표하면서, 선택형 교육과정을 정착시킬 수 있는 여건을 마련하는 방향으로 기존의 2015 개정 교육과정의 총론을 일부 개정하기도 했고 2022년에 완전히 개정하여 (선택)과목을 완전히 재구조한 새로운 교육과정을 2025년 고등학교 1학년부터 시행할 것임을 밝혔다. 교육과정 총론에는 고교학점제와 학점의 정의, 과목에 대한 이수 기준과 졸업 기준 등이 개략적으로 규정된다. 필수과목은 현실적으로 대학 입학을 고려하지 않을 수 없기에 완전히 폐지하지는 못하나, 일부 필수과목을 지정하고 나머지 과목을 필수선택과목으로 하거나, 모든 과목을 필수선택과목으로 두는 방향으로 개편될 전망이다. 선택과목은 각 교과마다 유연하게 선택할 수 있도록 새롭게 개발될 것이다.
그 밖에, AI(artificial intelligence) 교육이 도입되어 이 과목을 이수하는 학생들은 프로그래밍, AI 기초원리, AI 활용, AI 윤리 등을 배우게 된다.

## 주요 내용

### 기초 소양 (개념)[10]
1. 언어 소양:  언어를 중심으로 다양한 기호, 양식, 매체 등을 활용한 텍스트를 대상, 목적, 맥락에 맞게 이해하고, 생산∙공유, 사용하여 문제를 해결하고공동체 구성원과 소통하고 참여하는 능력
2. 수리 소양: 다양한 상황에서 수리적 정보와 표현 및 사고 방법을 이해, 해석, 사용하여 문제해결, 추론, 의사소통하는 능력
3. 디지털 소양: 디지털 지식과 기술에 대한 이해와 윤리의식을 바탕으로, 정보를 수집‧분석하고 비판적으로 이해‧평가하여 새로운 정보와 지식을 생산 ‧ 활용하는 능력

## 적용 연도
- 2024년 3월 1일 : 초등학교 1~2학년
- 2025년 3월 1일 : 초등학교 3~4학년, 중학교 1학년, 고등학교 1학년
- 2026년 3월 1일 : 초등학교 5~6학년, 중학교 2학년, 고등학교 2학년
- 2027년 3월 1일 : 중학교 3학년, 고등학교 3학년
- 「고교교육혁신 방향을 통한 고교학점제」추진 단계 발표(`18.8.17.) → 학점제 도입기반 마련(’18~’21년) → 학점제 제도 부분도입 (’22~’24년) → 학점제 본격 시행(’25년~)

## 참고 문헌
- 김진숙;  외. (2018). 학점제 도입을 위한 고등학교 교육과정 재구조화 방안 연구 (보고서). 충북: 한국교육과정평가원. ISBN 9791157887637. 2021년 1월 11일에 확인함.